# Stenactis
Stenactis là một chi thực vật có hoa trong họ Cúc (Asteraceae).

## Loài
Chi Stenactis gồm các loài: